# Clinton County (Ohio)
 For alternative betydninger, se Clinton County. (Se også artikler, som begynder med Clinton County)
Clinton County er et county i den amerikanske delstat Ohio.
Amtet er opkaldt efter USA's fjerde vicepræsident George Clinton.

## Demografi
Ifølge folketællingen fra 2000 boede der 40,543 personer i amtet. Der var 15.416 husstande med 11.068 familier. Befolkningstætheden var 38 personer pr. km². Befolkningens etniske sammensætning var som følger: 95.99 % hvide, 2,19 % afroamerikanere, 0,26 % indianere, 0,38 % asiater, 0,20 % af anden oprindelse og 0,97 % fra to eller flere grupper.
Der var 11.126 husstande, hvoraf 34.70 % havde børn under 18 år boende. 57.40 % var ægtepar, som boede sammen, 10,10 % havde en enlig kvindelig forsøger som beboer, og 28,20 % var ikke-familier. 23,70 % af alle husstande bestod af enlige, og i 9,90 % af tilfældene boede der en person som var 65 år eller ældre.
Gennemsnitsindkomsten for en hustand var $40.467 årligt, mens gennemsnitsindkomsten for en familie var på $48.158 årligt.

## Eksterne links
- Amtets officielle web-side (engelsk)
- Clinton County Government's website (engelsk)
- Clinton County Ohio Convention and Visitor's Bureau (engelsk)
- Clinton County Genealogical and Historical Societies (engelsk)
- Wilmington Public Library of Clinton County website (engelsk)

- Wikimedia Commons har flere filer relateret til Clinton County (Ohio)

39°24′36″N 83°48′36″V / 39.41000°N 83.81000°V